# ヴィンス・テイラー
ヴィンス・テイラー（Vince Taylor, 1956年8月25日 - ）は、アメリカ合衆国出身の、1980年代から2000年代にかけて活躍したボディビルダー。

## 来歴
幼少期からスポーツに親しみ、ウエイトトレーニングを始めて間もない1983年にボディビルデビュー。大会への道中で自動車事故に遭い、当初出場予定であったカテゴリに間に合わなかったが、なんとか間に合ったヘビーウエイト級のカテゴリーに参加し、大会初出場にして優勝。
1987年、IFBBプロカード取得。
1989年から2002年までの13年で66の大会に出場し、24の大会で優勝。IFBB主催の大会で22回の優勝を経験したIFBB最多優勝記録の持ち主。マスターズ・オリンピア優勝5回の記録を持ち、現役時代はマスターズの第一人者であった。

## 人物
ボディビルに偏った生活をしていたわけではないビルダーであり、人生を楽しむことを最優先に考え、コンテスト前も厳しい食事制限を自らに課すことはなかった。
一方、朝食中心の1日3食とプロテイン2杯という、ビルダーとしては少食な人物でもあった。
トレーニングは6勤1休でダブルスプリットを採用し、高重量よりも筋肉の動きを意識することを重要視したトレーニングを重視した。